# 연애의 목적
"연애의 목적"은 한재림 감독의 로맨스 코미디 영화이다.

## 줄거리
홍(강혜정 분)은 교생실습을 나간 고등학교에서 영어교사 유림(박해일 분)을 만난다. 약혼녀까지 있는 유림은 술자리에서 홍에게 "같이 자고 싶다."고 고백하고, 당황한 홍은 "나랑 자려면 50만원 내요."라고 되받아친다. 홍은 원치 않게 유림과 하룻밤을 보내게 되고 그 이후 걷잡을 수 없는 연애의 수렁에 빠지고 만다. 

## 캐스팅
- 박해일 : 영어교사 이유림 역
- 강혜정 : 미술교생 최홍 역
- 이대연 : 조 선생 역
- 박그리나 : 희정 역
- 박준명 : 연호 역
- 서영화 : 국어선생 역
- 이영숙 : 수학선생 역
- 이현순 : 유림 어머니 역
- 이현정 : 홍 어머니 역
- 김세동 : 파출소장 역
- 김민아 : 혜원 역
- 조문의 : 학원선배 역
- 허선행 : 경찰 1 역
- 김태종 : 경찰 2 역
- 서정규 : 감사원 1 역
- 김동주 : 감사원 2 역
- 이동욱 : 감사원 3 역
- 박진우 : 연호친구 1 역
- 우기홍 : 연호친구 2 역
- 조영호 : 연호친구 3 역
- 윤단열 : 연호친구 4 역
- 최선중 : 교감 역
- 박정배 : 체육선생 역
- 김자영 : 선생 1 역
- 김종두 : 선생 2 역
- 정재한 : 선생 3 역
- 이철진 : 선생 4 역
- 김진선 : 선생 5 역
- 이은숙 : 선생 6 역
- 박봉욱 : 선생 7 역
- 유진화 : 선생 8 역
- 정보훈 : 교생대표 역
- 김신록 : 교생 1 역
- 원상연 : 교생 2 역
- 이철희 : 교생 3 역
- 정구진 : 교생 4 역
- 정영기 : 교생 5 역
- 고진미 : 교생 6 역
- 신현희 : 교생 7 역
- 박혜영 : 교생 8 역
- 김기형 : 교생 9 역
- 박진석 : 교생 10 역
- 한상우 : 택시기사 역
- 장준영 : 레크레이션 강사 역
- 이영미 : 장기자랑 학생 1 역
- 원유진 : 장기자랑 학생 2 역
- 신순호 : 장기자랑 학생 3 역
- 김산 : 아지트 학생 역
- 최재환 : 구석지 학생 1 역
- 김주경 : 구석지 학생 2 역
- 우수연 : 구석지 학생 3 역
- 최승연 : 맞는 여학생 역
- 안재우 : 맞는 남학생 역
- 윤동기 (목소리 출연)
- 김윤정 (목소리 출연)

## 수상
- 2005년 제6회 부산영화평론가협회상
  - 최우수작품상
  - 여우주연상 - 강혜정
  - 신인감독상 - 한재림
  - 각본상 - 고윤희
- 2005년 제25회 한국영화평론가협회상
  - 10대 영화상 - 한재림
- 2005년 제26회 청룡영화상
  - 각본상 - 고윤희, 한재림
- 2006년 제42회 백상예술대상
  - 영화 시나리오상 - 고윤희
- 2006년 제43회 대종상
  - 신인감독상 - 한재림

## 기타
2017년 10월 '한샘 성폭행' 사건으로 영화 "연애의 목적"이 재조명 받았다. 한샘 신입 여직원 A아무개는 인터넷 커뮤니티에 올린 글에서 한샘에 입사한 후 함께 교육받던 동기들과의 식사 및 술자리에서 화장실에 갔다가 남자 동기가 몰래카메라 촬영하는 것을 발견해 이를 회사에 알렸고, 그 후 선배 B아무개가 자신을 모텔로 불러 내 성폭행했다고 주장하였다. 영화평론가 듀나는 자신의 SNS에 한샘 성폭행 사건과 영화 줄거리의 유사성을 언급하였다.